# Mausoleo Garabaghlar
Mausoleo Garabaghlar o Mausoleo en la villa de Garabaghlar (en azerí: Qarabağlar türbəsi) es mausoleo, que ubicado en Raión de Kangarli, a 30 km al noroeste de Najicheván.

## Historia del mausoleo
El mausoleo fue construido en la primera mitad del siglo XIV, parcialmente destruido. Tiene forma de cilindro con doce facetas semicirculares. El mausoleo, que tiene forma circular en la parte interior, tiene 30 metros de altura.
El mausoleo de Garabaghlar es parte de un complejo que incluye una tumba y dos minaretes. Los minaretes datan aproximadamente de finales del siglo XII y principios del siglo XIII. 
Todas las paredes exteriores están cubiertas con franjas de pequeños ladrillos de color turquesa. Dentro de cada cuadrado, las palabras "Alá" y "Bismillah" están marcadas con los mismos ladrillos turquesas en una inscripción cúfica. La palabra "Alá" se repite más de 200 veces en toda la superficie del edificio.
El 30 de septiembre de 1998 el mausoleo Garabaghlar fueron nominados para Lista de los Sitios de Patrimonio Mundial de la UNESCO por Gulnara Mehmandarova, presidenta del Comité de Azerbaiyán de ICOMOS- Consejo Internacional de Monumentos y Sitios.